# 希拉里·约翰逊
希拉里·理查德·怀特·约翰逊（英語：Hilary Richard Wright Johnson，1837年6月1日—1901年）是一名利比里亚政治人物，曾于1884年至1892年担任利比里亚总统。

## 人物经历
希拉里为美洲裔利比里亚人，父亲以利亚·约翰逊为美国殖民协会在利比里亚最早的殖民地长官之一，曾在圣保罗河口建立了梅苏拉多岬殖民地。母亲怀特为以利亚的继任妻子，1837年，希拉里出生于蒙罗维亚，早年在利比里亚的亚历山大中学就读，毕业后在利比里亚学院任教，并与爱德华·威尔莫特·布莱登成为同事。
1871年，愛德華·詹姆斯·羅伊总统任命希拉里为利比里亚国务卿，直到1874年去职。
1883年总统大选期间，共和党与真辉格党共同推举无党籍的希拉里为总统候选人，希拉里也最终在没有任何竞争对手的情况下胜选并成为总统，随后加入了真辉格党，并于翌年1月就任。希拉里是该国第一个出生于利比里亚的总统，而在此之前的利比里亚总统均出生于美国。
希拉里在任期间，利比里亚曾于1885年与英国交战，但遭击败，在美国政府的建议下，希拉里同意将利比里亚位于马诺河以北的国土割让给英国，从而成为了现代利比里亚与塞拉利昂的天然国界线。同年，他在总统大选中击败时任国务卿的爱德华·威尔莫特·布莱登，成功连任总统，其后更连任两次，直到1892年1月去职。而此后共和党再也没有在总统大选中出现能与真辉格党相抗衡的竞争对手，直到共和党于1899年解散。

## 卸任与去世
1901年，希拉里在蒙罗维亚去世，时年63岁。其子弗雷德里克·黎塞留·约翰逊（Frederick Eugene Richelieu Johnson）曾在1924年至1933年出任利比里亚最高法院大法官。
希拉里在任期间，继续实行前任总统的内部殖民主义政策，不断同化该国内陆地区的土著居民，其中有一名戈拉族酋长因效忠于希拉里而被赐姓约翰逊，该酋长的孙女埃伦·约翰逊·瑟利夫曾在2005年賴比瑞亞總統大選中當選，成为首位民選的非洲國家女性總統。